# Juan Luis Cordero Gómez
Juan Luis Cordero Gómez (Cáceres, 1882-Cáceres, 1955) fue un escritor, periodista y funcionario español.

## Biografía
Nació el 22 o 23 de octubre de 1882 en Cáceres. «De cuna humildísima» en palabras de Publio Hurtado, en su juventud fue aperador. Cultivó la poesía en el Noticiero Extremeño de Badajoz y se instaló en Cáceres en 1908 donde, dedicado a la literatura tras haber colaborado en los periódicos cacereños Alma Extremeña, El Bloque, El Adarve y El Norte de Extremadura y en los pacenses Nuevo Diario, Archivo Extremeño y El Liberal Extremeño, fundó los periódicos y revistas Brisas Nuevas, Extremadura Literaria, Era Nueva, Miau y Uno Más, todos de vida efímera. Estuvo vinculado al regionalismo extremeño.
Publicó varios tomos de poesía, con títulos como Varias poesías, Mi Torre de Babel, Eróticas, Vida y ensueño y Mi patria y mi dama, además de las novelitas Almas, La duda y La molinera. Obtuvo diversos premios en certámenes literarios y juegos florales. El Instituto Nacional de Previsión le concedió una medalla de plata por la letra de un himno que compuso y el Ayuntamiento de Zarza la Mayor le puso su nombre a una de las calles de la localidad, gesto que repitió el Ayuntamiento de Cáceres. Falleció el 12 de diciembre de 1955 en su ciudad natal. Fue miembro de la masonería.